# Alaksandr Pałyszenkau
Alaksandr Pałyszenkau (biał. Алаксандр Палышэнкаў; ros. Александр Сергеевич Палышенков; ur. 6 lipca 1949 w rejonie żabinieckim) – białoruski działacz państwowy, od 2004 do 2014 przewodniczący Miejskiego Komitetu Wykonawczego Brześcia. Ukończył Białoruski Państwowy Instytut Politechniczny ze specjalnością inżyniera budownictwa, po czym pracował we flocie rzecznej Pińska, przedsiębiorstwach "Briestswochozstroj" i "Polesieżiłstroj", a następnie w Obwodowym Komitecie Gospodarki Rolnej i Żywnościowej.
W latach 2002–2004 pełnił obowiązki wiceprzewodniczącego i pierwszego wiceprzewodniczącego Miejskiego Komitetu Wykonawczego Brześcia. W październiku 2004 został mianowany przewodniczącym Brzeskiego Miejskiego Komitetu Wykonawczego.